# チューリップ賞
チューリップ賞（チューリップしょう）は、日本中央競馬会（JRA）が阪神競馬場で施行する中央競馬の重賞競走（GII）である。
競走名の「チューリップ（Tulip）」は、ユリ科の球根植物。品種改良によって数百種類もの色・形が存在する。茎が出て幅広い葉が数枚付き、4月 - 5月頃に大きな花を一つ咲かせる。花言葉は「永遠の愛情」「愛の告白」「名声」など、色によってさまざまな解釈がある。

## 概要

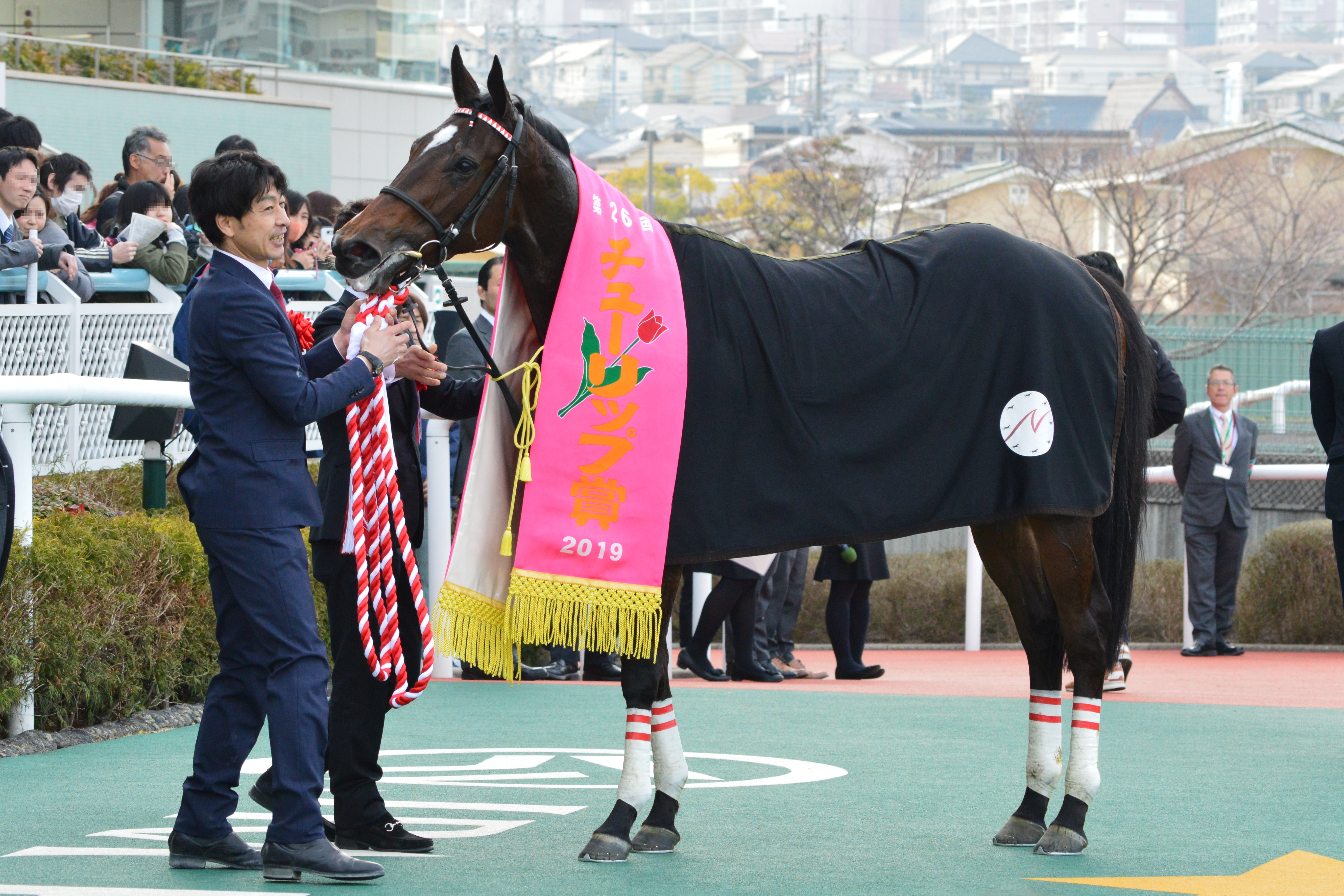
チューリップ賞の優勝レイ（2019年）

3着までの馬に桜花賞の優先出走権が付与されるトライアル競走で、桜花賞と同じ舞台で行われることから、同競走を目指す3歳牝馬にとって重要な競走となっている。
本競走は1993年まで、「桜花賞指定オープン」として行われていた4歳（現3歳）牝馬限定の特別競走で2着以上に桜花賞の優先出走権が与えられていたが、1994年から重賞 (GIII)に格上げされ、3着までに桜花賞の優先出走権が与えられるようになった。翌年から桜花賞トライアルに指定され、当レース出走馬から多数のクラシックホースを輩出してきた。2018年にGIIに昇格し、現在に至る。
地方競馬所属馬は1995年から、外国産馬は2004年からそれぞれ出走可能になり、2010年からは外国馬も出走可能な国際競走となった。

### 競走条件
以下の内容は、2025年現在のもの。
出走資格：サラ系3歳牝馬
- JRA所属馬
- 地方競馬所属馬（後述）
- 外国調教馬（優先出走）

負担重量：馬齢重量（55kg）
桜花賞のステップ競走に指定されており、地方競馬所属馬は桜花賞の出走候補馬（2頭まで）およびJRAの2歳GI競走優勝馬に優先出走が認められ、JRAで行われる芝の3歳重賞競走優勝馬にも出走資格が与えられる。

### 賞金
2025年の1着賞金は5200万円で、以下2着2100万円、3着1300万円、4着780万円、5着520万円。

## 歴史
- 1994年 - 4歳牝馬限定の重賞（GIII[注 1]）に格上げ、「桜花賞指定オープン重賞」として3着までに桜花賞の優先出走権を付与[4]。
- 1995年
  - 桜花賞トライアルに指定[4]。
  - 指定交流競走に指定され、地方競馬所属馬が2頭まで出走可能になる[6]。
- 2001年 - 馬齢表示の国際基準への変更に伴い、出走資格を「3歳牝馬」に変更。
- 2004年 - 混合競走に指定、外国産馬が出走可能になる[7]。
- 2007年 - 日本のパートI国昇格に伴い、格付表記をJpnIIIに変更[11]。
- 2010年
  - 国際競走に変更され、外国調教馬が8頭まで出走可能になる[8]。
  - 格付表記をGIII（国際格付）に変更[8]。
- 2015年 
  - 出走可能頭数を18頭に拡大。
  - 外国馬の出走枠を9頭に変更。
- 2018年 - GIIに昇格[12]。
- 2020年 - COVID-19の流行により、「無観客競馬」として実施[13]（2021年も同様[14]）。
- 2025年 - 施行日を日曜日に変更（実質はフィリーズレビューとの曜日の変更である）。

### 歴代優勝馬
コース種別を表記していない距離は、芝コースを表す。
優勝馬の馬齢は、2000年以前も現行表記に揃えている。
| 回数   | 施行日        | 競馬場 | 距離  | 優勝馬             | 性齢 | タイム          | 優勝騎手   | 管理調教師 | 馬主                       |
| ------ | ------------- | ------ | ----- | ------------------ | ---- | --------------- | ---------- | ---------- | -------------------------- |
| 第1回  | 1994年3月12日 | 中京   | 1700m | アグネスパレード   | 牝3  | 1:43.8          | 河内洋     | 長浜博之   | 渡辺孝男                   |
| 第2回  | 1995年3月11日 | 京都   | 1600m | ユウキビバーチェ   | 牝3  | 1:35.1          | 松永幹夫   | 新井仁     | 雪本秀樹                   |
| 第3回  | 1996年3月2日  | 阪神   | 1600m | エアグルーヴ       | 牝3  | 1:34.2          | O.ペリエ   | 伊藤雄二   | 吉原毎文                   |
| 第4回  | 1997年3月1日  | 阪神   | 1600m | オレンジピール     | 牝3  | 1:37.7          | 河内洋     | 山内研二   | （有）社台レースホース     |
| 第5回  | 1998年3月7日  | 阪神   | 1600m | ダンツシリウス     | 牝3  | 1:36.9          | 四位洋文   | 山内研二   | 山元哲二                   |
| 第6回  | 1999年3月6日  | 阪神   | 1600m | エイシンルーデンス | 牝3  | 1:35.1          | 野元昭嘉   | 野元昭     | 平井豊光                   |
| 第7回  | 2000年3月4日  | 阪神   | 1600m | ジョーディシラオキ | 牝3  | 1:39.7          | 武幸四郎   | 松田国英   | （有）大成牧場             |
| 第8回  | 2001年3月3日  | 阪神   | 1600m | テイエムオーシャン | 牝3  | 1:35.3          | 本田優     | 西浦勝一   | 竹園正繼                   |
| 第9回  | 2002年3月2日  | 阪神   | 1600m | ヘルスウォール     | 牝3  | 1:35.2          | M.デムーロ | 森秀行     | 鈴木義孝                   |
| 第10回 | 2003年3月8日  | 阪神   | 1600m | オースミハルカ     | 牝3  | 1:35.9          | 安藤勝己   | 安藤正敏   | 山路秀則                   |
| 第11回 | 2004年3月6日  | 阪神   | 1600m | スイープトウショウ | 牝3  | 1:35.5          | 池添謙一   | 鶴留明雄   | トウショウ産業（株）       |
| 第12回 | 2005年3月5日  | 阪神   | 1600m | エイシンテンダー   | 牝3  | 1:35.3          | 武幸四郎   | 武邦彦     | 平井豊光                   |
| 第13回 | 2006年3月4日  | 阪神   | 1600m | アドマイヤキッス   | 牝3  | 1:36.5          | 武豊       | 松田博資   | 近藤利一                   |
| 第14回 | 2007年3月3日  | 阪神   | 1600m | ウオッカ           | 牝3  | 1:33.7          | 四位洋文   | 角居勝彦   | 谷水雄三                   |
| 第15回 | 2008年3月8日  | 阪神   | 1600m | エアパスカル       | 牝3  | 1:35.8          | 藤岡佑介   | 池江泰寿   | （株）ラッキーフィールド   |
| 第16回 | 2009年3月7日  | 阪神   | 1600m | ブエナビスタ       | 牝3  | 1:36.5          | 安藤勝己   | 松田博資   | （有）サンデーレーシング   |
| 第17回 | 2010年3月6日  | 阪神   | 1600m | ショウリュウムーン | 牝3  | 1:36.1          | 木村健     | 佐々木晶三 | 上田亙                     |
| 第18回 | 2011年3月5日  | 阪神   | 1600m | レーヴディソール   | 牝3  | 1:34.5          | 福永祐一   | 松田博資   | （有）サンデーレーシング   |
| 第19回 | 2012年3月3日  | 阪神   | 1600m | ハナズゴール       | 牝3  | 1:35.5          | C.デムーロ | 加藤和宏   | M.タバート                 |
| 第20回 | 2013年3月2日  | 阪神   | 1600m | クロフネサプライズ | 牝3  | 1:34.9          | 武豊       | 田所秀孝   | 畑清介                     |
| 第21回 | 2014年3月8日  | 阪神   | 1600m | ハープスター       | 牝3  | 1:34.3          | 川田将雅   | 松田博資   | （有）キャロットファーム   |
| 第22回 | 2015年3月7日  | 阪神   | 1600m | ココロノアイ       | 牝3  | 1:37.7          | 横山典弘   | 尾関知人   | （有）酒井牧場             |
| 第23回 | 2016年3月5日  | 阪神   | 1600m | シンハライト       | 牝3  | 1:32.8          | 池添謙一   | 石坂正     | （有）キャロットファーム   |
| 第24回 | 2017年3月4日  | 阪神   | 1600m | ソウルスターリング | 牝3  | 1:33.2          | C.ルメール | 藤沢和雄   | （有）社台レースホース     |
| 第25回 | 2018年3月3日  | 阪神   | 1600m | ラッキーライラック | 牝3  | 1:33.4          | 石橋脩     | 松永幹夫   | （有）サンデーレーシング   |
| 第26回 | 2019年3月2日  | 阪神   | 1600m | ダノンファンタジー | 牝3  | 1:34.1          | 川田将雅   | 中内田充正 | （株）ダノックス           |
| 第27回 | 2020年3月7日  | 阪神   | 1600m | マルターズディオサ | 牝3  | 1:33.3          | 田辺裕信   | 手塚貴久   | 藤田在子                   |
| 第28回 | 2021年3月6日  | 阪神   | 1600m | メイケイエール     | 牝3  | 1:33.8 （同着） | 武豊       | 武英智     | 名古屋競馬（株）           |
| 第28回 | 2021年3月6日  | 阪神   | 1600m | エリザベスタワー   | 牝3  | 1:33.8 （同着） | 川田将雅   | 高野友和   | （有）社台レースホース     |
| 第29回 | 2022年3月5日  | 阪神   | 1600m | ナミュール         | 牝3  | 1:33.2          | 横山武史   | 高野友和   | （有）キャロットファーム   |
| 第30回 | 2023年3月4日  | 阪神   | 1600m | モズメイメイ       | 牝3  | 1:34.0          | 武豊       | 音無秀孝   | （株）キャピタル・システム |
| 第31回 | 2024年3月2日  | 阪神   | 1600m | スウィープフィート | 牝3  | 1:33:1          | 武豊       | 庄野靖志   | （株）YGGホースクラブ      |
| 第32回 | 2025年3月2日  | 阪神   | 1600m | クリノメイ         | 牝3  | 1:34.0          | 酒井学     | 須貝尚介   | 栗本依利子                 |

### 1993年までの優勝馬
| 施行日        | 競馬場 | 距離  | 条件     | 優勝馬             | 性齢 | タイム | 優勝騎手 | 管理調教師 | 馬主                   |
| ------------- | ------ | ----- | -------- | ------------------ | ---- | ------ | -------- | ---------- | ---------------------- |
| 1984年3月11日 | 阪神   | 1600m | オープン | ウラカワミユキ     | 牝3  | 1:37.8 | 松永昌博 | 松永善晴   | 佐々木八郎             |
| 1985年3月10日 | 阪神   | 1600m | オープン | アイノサチ         | 牝3  | 1:38.1 | 増井裕   | 土門健司   | 田中京子               |
| 1986年3月9日  | 阪神   | 1600m | オープン | レイホーソロン     | 牝3  | 1:36.9 | 村本善之 | 小林稔     | 野村截夫               |
| 1987年3月15日 | 阪神   | 1600m | オープン | マックスビューティ | 牝3  | 1:38.2 | 田原成貴 | 伊藤雄二   | 田所祐                 |
| 1988年3月13日 | 阪神   | 1600m | オープン | シヨノロマン       | 牝3  | 1:37.2 | 武豊     | 庄野穂積   | 庄野昭彦               |
| 1989年3月12日 | 阪神   | 1600m | オープン | ヤンゲストシチー   | 牝3  | 1:36.8 | 本田優   | 清水出美   | （株）友駿ホースクラブ |
| 1990年3月11日 | 阪神   | 1600m | オープン | アグネスフローラ   | 牝3  | 1:36.4 | 河内洋   | 長浜博之   | 渡辺孝男               |
| 1991年3月10日 | 中京   | 1700m | オープン | シスタートウショウ | 牝3  | 1:44.1 | 角田晃一 | 鶴留明雄   | トウショウ産業（株）   |
| 1992年3月15日 | 阪神   | 1600m | オープン | アドラーブル       | 牝3  | 1:38.5 | 村本善之 | 小林稔     | 根岸治男               |
| 1993年3月13日 | 阪神   | 1600m | オープン | ベガ               | 牝3  | 1:36.8 | 武豊     | 松田博資   | 吉田和子               |